# Almirante Saldanha (H22)
Almirante Saldanha (H22) je výzkumný ledoborec brazilského námořnictva specializovaný pro službu v Antarktidě. Jeho brazilské označení je Navio de Apoio Antártico (NApAnt), podpůrná loď pro službu v Antarktidě. Jeho stavba probíhá od roku 2023. Dokončení je plánováno na rok 2025. Je to druhá loď nesoucí jméno brazilského kontradmirála Luíse Filipe de Saldanha da Gama. V rámci brazilského arktického programu PROANTAR (Programa Antártico Brasileiro) země na ostrově krále Jiřího provozuje svou výzkumnou stanici Commandante Ferraz. Ledoborec bude podporovat její provoz. Ve službě nahradí podpůrné plavidlo Ary Rongel (H44).

## Stavba
Program získání nového podpůrného ledoborce probíhá od roku 2019. Plavidlo staví brazilská loděnice Estaleiro Jurong Aracruz (EJA) v Aracruzu ve státě Espírito Santo. Slavnostní první řezání oceli proběhlo 9. května 2023. Kýl plavidla byl založen 17. října 2023. Ceremoniáu se mimo jiné účastnili ministr obrany José Mucio Monteiro, velitel námořnictva admirál Marcos Sampaio Olsen a viceguvernér státu Espírito Santo Ricardo Ferraço. Dokončení plavidla je plánováno na rok 2025.

## Konstrukce
Posádku tvoří 95 osob, včetně 26 vědců. K manipulaci s nákladem slouží dva jeřáby. Na palubě jsou prostory vyhrazené pro standardizované kontejnery. Na zádi se nachází přistávací plocha a hangár pro dva vrtulníky. Pohonný systém je diesel-elektrický. Energii dodávají tři diesely Wärtsilä W32. Cestovní rychlost je patnáct uzlů. Vytrvalost plavidla je sedmdesát dnů.